# Bosnische Sprache
Die bosnische Sprache  (Eigenbezeichnung bosanski jezik/босански језик) ist eine Standardvarietät aus dem südslawischen Zweig der slawischen Sprachen und basiert wie Kroatisch und Serbisch auf einem štokavischen Dialekt.
Bosnisch wird von ca. 1,87 Millionen Menschen in Bosnien und Herzegowina, wo es eine der drei Amtssprachen ist, als Muttersprache der Bosniaken gesprochen. Daneben wird es auch in Serbien und Montenegro von etwa 168.000 Menschen gesprochen, in Westeuropa und den USA von etwa 150.000 Auswanderern, sowie von mehreren zehntausend Aussiedlern in der Türkei. Die offiziellen Schriften von Bosnien und Herzegowina sind kyrillisch und lateinisch. Die Bezeichnung „Bosnisch“ ist im ISO-639-Standard festgelegt.
Sowohl grammatikalischen Kriterien zufolge als auch im Wortschatz ist die bosnische Sprache der kroatischen und serbischen Sprache so ähnlich, dass sich alle Bosnischsprecher mühelos mit Sprechern des Serbischen und Kroatischen verständigen können (siehe auch: Deklaration zur gemeinsamen Sprache). Aufgrund dessen ist politisch umstritten, ob Bosnisch eine eigenständige Sprache oder eine nationale Varietät des Serbokroatischen ist. Aufgrund der gemeinsamen Geschichte von Bosnien und Herzegowina, Kroatien und Serbien ist die Auffassung bezüglich der Eigenständigkeit der Sprache stets auch eine politisch gefärbte und wird daher abhängig vom politischen Standpunkt unterschiedlich bewertet.

## Geschichte

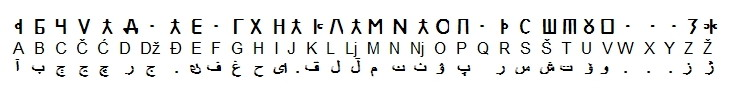
Altbosnische Alphabete: Bosančica (oben) und Arebica (unten) im Vergleich mit der modernen Latinica

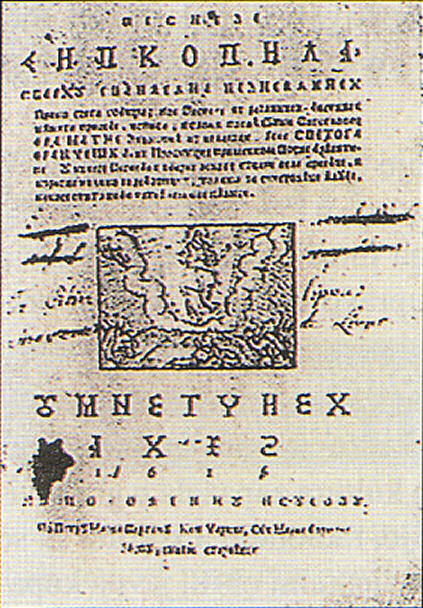
Titelseite des Buches des Franziskanerbruders Matija Divković, das in der Bosančica-Schrift geschrieben wurde

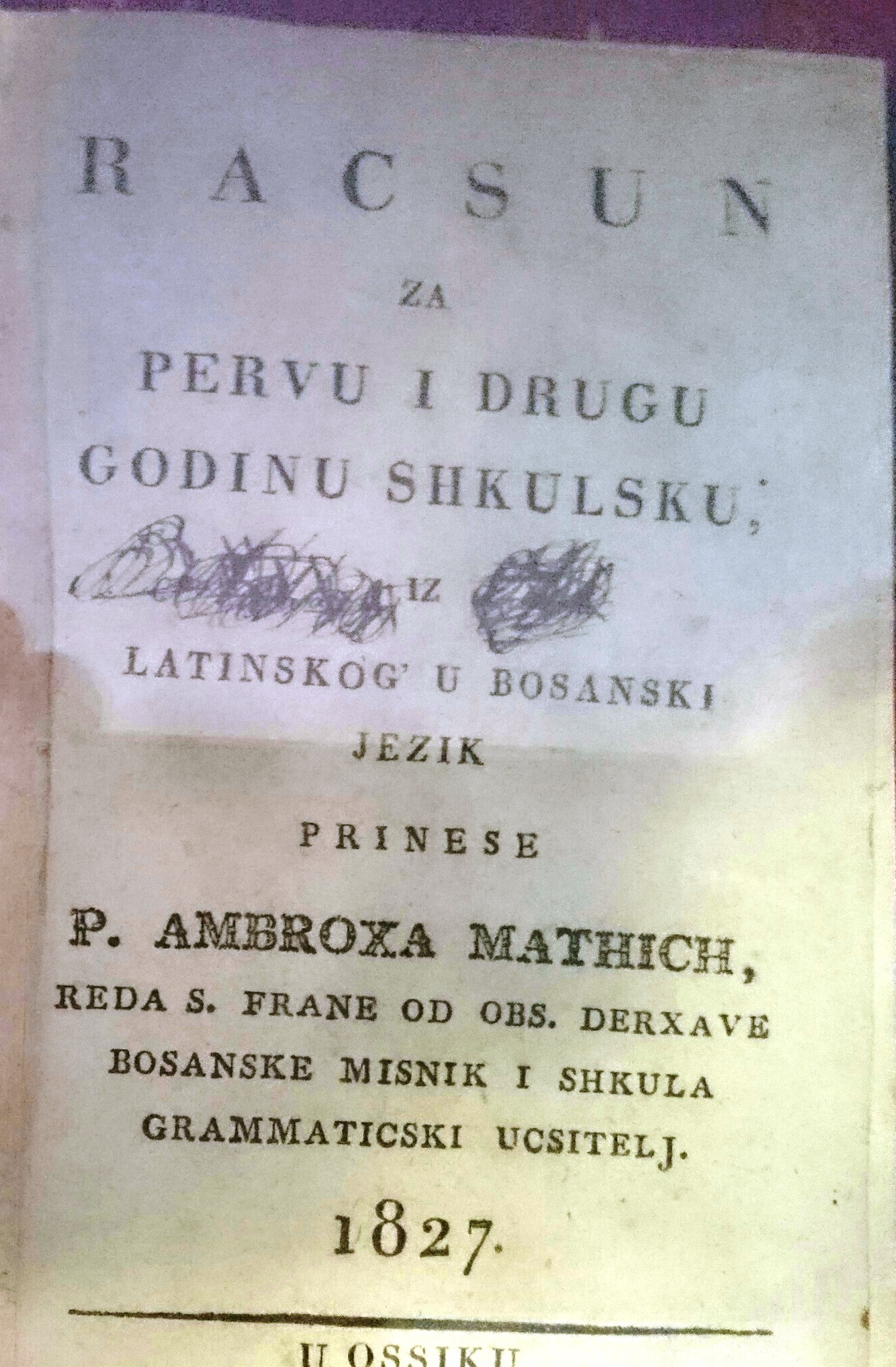
Schulbuch auf Latein und Bosnisch aus dem Jahr 1827

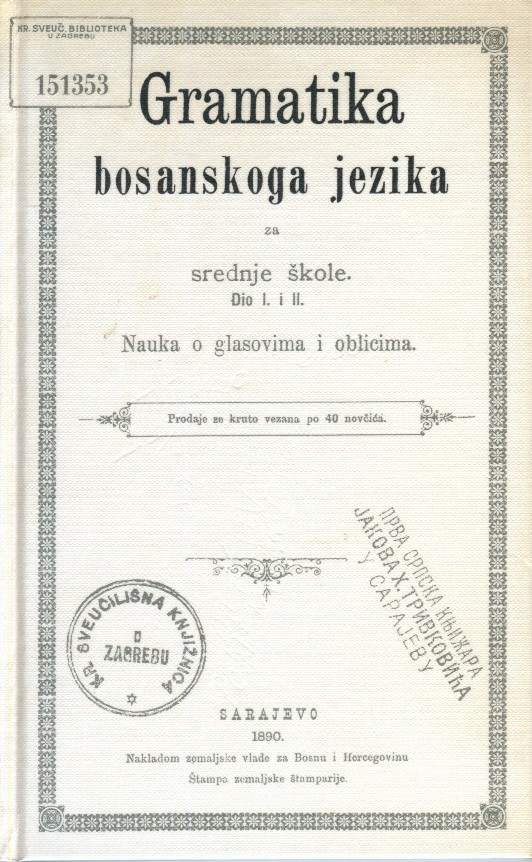
Bosnische Grammatik, 1890

Das Bosnische hat im Laufe seiner geschichtlichen Entwicklung neben lateinischer und kyrillischer Schrift auch verschiedene andere Alphabete verwendet: Bosančica (eine spezielle kyrillische Schrift, die vor allem in Bosnien-Herzegowina, aber auch in Dalmatien verwendet wurde; auch Begovica genannt), Arebica (eine erweiterte arabische Schrift angepasst an das bosnische Alphabet) und in einigen Gebieten auch die Glagoliza.
Die in Bosnien gesprochenen Dialekte sind zwar linguistisch homogener als die in Kroatien oder Serbien, jedoch wurde es während des 19. Jahrhunderts aus geschichtlichen Gründen versäumt, eine Standardisierung der Sprache durchzuführen. Das erste bosnische Wörterbuch war ein bosnisch-türkisches Wörterbuch von Muhamed Hevaji Uskufi aus dem Jahr 1631.
Während die Arbeit Uskufis ein Einzelstück blieb, wurden beispielsweise kroatische Wörterbücher regelmäßig erweitert und neu aufgelegt. Dies hatte vor allem folgende Ursachen:
- Die bosniakische Elite und viele Schriftsteller bevorzugten Arabisch, Türkisch oder Persisch als Literatursprache.
- Die bosniakische nationale Identität wurde im Vergleich zur kroatischen oder serbischen relativ spät entwickelt und versuchte dann auch nicht, sich über die Sprache zu differenzieren.

Ursache für den letzteren Punkt dürfte die Tatsache sein, dass Bosnien und Herzegowina lange Zeit abwechselnd mal zum Okzident, mal zum Orient gehörten. Das erklärt auch die Herkunft der arabischen Wörter, die in einer slawischen Sprache sonst eher selten anzutreffen sind. Da der Orient im Mittelalter kulturell und intellektuell weiter vorangeschritten war als der Okzident, verwundert es nicht, dass die Elite orientalische Sprachen bevorzugte – stammte sie doch größtenteils aus eben jenem Raum.
Die Kodifizierungen der bosnischen Sprache während des 19. und 20. Jahrhunderts wurden meist außerhalb Bosnien-Herzegowinas entwickelt. Zum Jahrhundertwechsel kam es zur sogenannten „Bosnischen Renaissance“, auf der die bosnische Sprache bis heute aufbaut: Es wurden vor allem Begriffe normiert, die eher der kroatischen als der serbischen Form ähnelten, das heißt, es wurde die westlich-štokavisch-ijekavische Form mit lateinischer Schrift als Regel festgelegt, wobei aber auch viele spezifisch bosnische Begriffe eingebaut wurden. Die wichtigsten bosnischen Autoren dieser Zeit, die zur Normierung der Sprache beigetragen haben, waren Safvet-beg Bašagić, Musa Ćazim Ćatić und Edhem Mulabdić.
Während der Periode des sozialistischen Jugoslawiens wurde nur der Begriff Serbokroatisch verwendet. Innerhalb des Serbokroatischen überwog jedoch das Serbische, wobei die lateinische Schrift beibehalten wurde. Seit dem Zerfall Jugoslawiens in verschiedene Nationalstaaten werden die vorher als Varianten bezeichneten Formen als verschiedene Sprachen anerkannt. Im Bosnischen wurden großteils die Regeln aus der Zeit vor dem Ersten Weltkrieg („Bosnische Renaissance“) wiederhergestellt.
Das Bosnische zeichnet sich gegenüber dem Serbischen und Kroatischen vor allem durch eine etwas höhere Anzahl von Fremd- und Lehnwörtern aus dem Türkischen, Arabischen und Persischen (Turzismen) aus. Außerdem ist die Betonung des Buchstabens 'h' stärker ausgeprägt als in den anderen beiden südslawischen Sprachen.

## Unterschiede zu anderen Standardvarietäten

### Orthographie
Die bosnische Rechtschreibung ist der kroatischen oder der serbischen großteils ähnlich. Ein häufiger vorkommender Unterschied ist bei der Verwendung der Zukunfts-Form (Futur) gegeben. Während im Serbischen der Infinitiv mit dem Hilfswort ću (werde) verschmolzen wird, werden im Bosnischen und Kroatischen diese Wörter separat geschrieben, z. B.
- Uradit(i) ću to. Bzw. Ja ću to uraditi. (Ich werde das machen.) (Bosnisch/Kroatisch)
- Uradiću to. (Machenwerde das.) (Montenegrinisch/Serbisch)

Ein weiterer Unterschied besteht darin, dass fremdsprachliche Eigennamen im Bosnischen einmal in der originalen, unveränderten Schreibweise wiedergegeben (z. B. New York), ein andermal transkribiert werden (z. B. Minhen), während diese Wörter im Serbischen immer transkribiert (Nju Jork) und im Kroatischen immer im Original übernommen werden (München).

### Morphologie
Die bosnische Sprache verwendet (wie auch großteils Kroatisch) ausschließlich die ijekavische Aussprache, welche neben der dort vorherrschenden ekavischen Aussprache auch im Serbischen gebräuchlich ist, z. B.:
- Wind: vjetar (Ijekavisch) – vetar (Ekavisch)
- Milch: mlijeko (Ijekavisch) – mleko (Ekavisch)
- wollen: htjeti (Ijekavisch) – hteti (Ekavisch)

Daneben ist das ‚h‘ in mehr Verbindungen zugelassen, teils als Reflex eines altslawischen Velars:
- leicht: lahko (Bosnisch) – lako (Kroatisch/Serbisch)
- weich: mehko (Bosnisch) – meko (Kroatisch/Serbisch)
- Kaffee: kahva (Bosnisch) – kava (Kroatisch) – kafa (Serbisch)
- Tabak: duhan (Bosnisch/Kroatisch) – duvan (Serbisch/Dalmatinisch)
- kochen: kuhati (Bosnisch/Kroatisch) – kuvati (Serbisch/Dalmatinisch)
- trocken: suho (Bosnisch/Kroatisch) – suvo (Serbisch/Dalmatinisch)

Bei Lehnwörtern gibt es einige Unterschiede, zum Beispiel bei abgeleiteten Verben:
- organisieren: organizirati (Bosnisch/Kroatisch) – organizovati (Serbisch)
- realisieren: realizirati (Bosnisch/Kroatisch) – realizovati (Serbisch)

Einige Wörter haben im Bosnischen – wie auch im Serbischen – ein grammatikalisch weibliches Geschlecht, während sie im Kroatischen grammatikalisch männlich sind, z. B.:
- Planet: planeta (Bosnisch/Serbisch), planet (Kroatisch)

Eine Reihe von weiteren morphologischen Unterschieden lässt sich systematisch schwer einordnen. Hier einige Beispiele:
- Punkt: tačka (Bosnisch/Serbisch) – točka (Bosnisch/Kroatisch)
- richtig: tačno (Bosnisch/Serbisch) – točno (Bosnisch/Kroatisch)
- Student: student (in allen Sprachen gleich), jedoch
- Studentin: studentica (Bosnisch/Kroatisch) – studentkinja (Serbisch)
- Professor (männlich): profesor (in allen Sprachen gleich), jedoch
- Professor (weiblich): profesorica (Bosnisch/Kroatisch) – profesorka (Serbisch)
- Europa: Evropa (Bosnisch/Serbisch) – Europa (Kroatisch), jedoch
- Euro: euro (Bosnisch/Kroatisch) – evro (Serbisch)

### Vokabeln
Es gibt einige Vokabeln im Bosnischen, die sich grundsätzlich von den kroatischen oder serbischen Wörtern unterscheiden, davon viele mit türkischer bzw. arabischer Wortherkunft. Andererseits gibt es Vokabeln, die entweder die kroatische oder die serbische Form bevorzugen. Es existiert keine erlernbare Regel, in welchem Fall die kroatische und in welchem Fall die serbische Version zu verwenden ist. Dazu im Anschluss noch einige Beispiele:
| Deutsch            | Bosnisch            | Kroatisch                     | Serbisch               |
| ------------------ | ------------------- | ----------------------------- | ---------------------- |
| Geschichte         | historija           | povijest                      | istorija               |
| Uhrmacher          | sahadžija           | urar                          | časovničar             |
| Tisch              | sto                 | stol                          | sto                    |
| Garten             | bašča, bašta, vrt   | vrt                           | bašta                  |
| Brot               | hljeb               | kruh                          | hleb                   |
| Reis               | riža                | riža                          | pirinač                |
| Spinat             | špinat              | špinat                        | spanać                 |
| Karotte/Möhre      | mrkva               | mrkva                         | šargarepa              |
| Bohnen             | grah                | grah                          | pasulj                 |
| Aktiengesellschaft | dioničko društvo    | dioničko društvo              | akcionarsko društvo    |
| Woche              | sedmica, hefta      | tjedan, sedmica               | nedelja                |
| Bahn/Zug           | voz                 | vlak                          | voz                    |
| Tausend            | hiljada             | tisuća                        | hiljada                |
| Musik              | muzika              | glazba                        | muzika                 |
| Salz               | so                  | sol                           | so                     |
| Pfeffer            | biber               | papar                         | biber                  |
| Kaffee             | kahva               | kava                          | kafa                   |
| Seil               | konopac             | konop, konopa                 | kanap, kanapa, konopac |
| Käfig              | kafez               | kavez                         | kavez                  |
| Fenster            | prozor, pendžer     | prozor, ponistra, oblok       | prozor                 |
| Großmutter         | nana, nena          | baka, baba, omama, nana, nena | baba, baka, nana       |
| Papa (Koseform)    | tata, babo, baba    | tata, ćaća                    | tata                   |
| Spanien            | Španija             | Španjolska                    | Španija                |
| spanisch           | španski, španjolski | španjolski                    | španski                |

Monatsnamen im Bosnischen sind ähnlich jenen im Deutschen, dagegen sind kroatische Monatsnamen an altslawische Jahreszeitbezeichnungen angelehnt. Kroatische Monatsnamen können nach dem Reglement aber als Synonyme verwendet werden, was in der Praxis jedoch selten getan wird (z. B. Tageszeitungen verwenden beide Monatsbezeichnungen). Im Serbischen sind die Monatsnamen dem Bosnischen weitgehend ähnlich, bis auf drei Ausnahmen:
| Deutsch | Bosnisch | Serbisch |
| ------- | -------- | -------- |
| Juni    | juni     | jun      |
| Juli    | juli     | jul      |
| August  | august   | avgust   |

### Akzentuierung
Die Akzentuierung, also die Betonung der Wörter, ist in Bosnien und Herzegowina (aber auch in Kroatien, Serbien und Montenegro) je nach Region stark ausdifferenziert.
Die Betonung der Wörter ist somit nicht an Standardsprachen gebunden, seien dies Bosnisch, Kroatisch oder Serbisch, sondern an die unterschiedlichen Regionen.

### Grammatik
Im Kroatischen wird nach modalen Hilfsverben mehrheitlich die Infinitivkonstruktion gewählt, die im Bosnischen und Serbischen oft mit „da“ (dass) umschrieben wird. Im Bosnischen sind aber grundsätzlich jeweils beide Varianten zulässig, z. B.
- Bosnisch/Serbisch: Moram da radim („Ich muss arbeiten“, wörtlich „Ich muss, dass ich arbeite“)
- Kroatisch: Moram raditi („Ich muss arbeiten“)

Daneben gibt es in der bosnischen Sprache Unterschiede bei Zahlwörtern:
- Bosnisch (und vorwiegend Kroatisch): petero djece, Serbisch: petoro dece (fünf Kinder)
- Bosnisch (und vorwiegend Kroatisch): dvije minute, Dalmatinisch: dvi minute Serbisch: dva minuta (zwei Minuten)

## Alphabet und Aussprache
Das bosnische Alphabet besteht aus 30 Buchstaben, für die es sowohl eine lateinische (teilweise mit Digraphen) wie eine kyrillische Schreibweise gibt:
| lateinisch | a | b | c | č | ć | d | dž | đ | e | f | g | h | i | j | k | l | lj | m | n | nj | o | p | r | s | š | t | u | v | z | ž |
| kyrillisch | а | б | ц | ч | ћ | д | џ  | ђ | е | ф | г | х | и | ј | к | л | љ  | м | н | њ  | о | п | р | с | ш | т | у | в | з | ж |

Die Buchstaben q, w, x, y kommen nur in fremdsprachigen Eigennamen vor, was vor allem bei Fremdwörtern auffällt (z. B. Phönix = feniks, nicht fenix). Die Digraphen dž, lj und nj werden in der alphabetischen Ordnung jeweils als ein einziger Buchstabe behandelt. Es gibt nur eine sehr geringe Anzahl von Wörtern, in denen diese Zeichengruppen zwei getrennte Laute bezeichnen und deshalb als zwei Buchstaben behandelt werden müssen (z. B. „nadživjeti“ – jemanden überleben).
Die Mehrzahl der Buchstaben werden im Großen und Ganzen wie im Deutschen ausgesprochen.
| Buch- stabe | Laut- schrift | Beschreibung |
| ----------- | ------------- | --- |
| a           | /⁠a⁠/           | wie deutsches a |
| b           | /⁠b⁠/           | immer stimmhaft |
| c           | /⁠ts⁠/          | immer /ts/, wie deutsches z |
| č           | /⁠t͡ʃ⁠/          | tsch |
| ć           | /t͡ɕ/          | alveolo-palatal; Aussprache wie bei ciao; oft schwer vom č zu unterscheiden                                                                               |
| d           | /⁠d⁠/           | immer stimmhaft |
| dž          | /d͡ʒ/          | dsch wie in Dschungel |
| đ           | /d͡ʑ/          | alveolo-palatal; sehr weiches dj, wie in die Magyaren |
| e           | /⁠ɛ⁠/           | (im Vergleich mit dem Deutschen) immer offen |
| f           | /⁠f⁠/           | immer stimmhaft f |
| g           | /⁠ɡ⁠/           | immer stimmhaft |
| h           | /⁠x⁠/           | immer hinteres „ach“-H, recht schwache Friktion |
| i           | /⁠i⁠/           | wie deutsches i |
| j           | /⁠j⁠/           | oft wie kurzes, unbetontes i ausgesprochen |
| k           | /⁠k⁠/           | weniger aspiriert als im Deutschen |
| l           | /⁠l⁠/           | dumpfer (velarer) als im Deutschen; deutsches l wird oft als lj missinterpretiert                                                                         |
| lj          | /⁠ʎ⁠/           | zu einem Laut verschmolzen: palataler lateraler Approximant                                                                                               |
| m           | /⁠m⁠/           | wie deutsches m |
| n           | /⁠n⁠/           | wie deutsches n |
| nj          | /⁠ɲ⁠/           | zu einem Laut verschmolzen: stimmhafter palataler Nasal                                                                                                   |
| o           | /⁠ɔ⁠/           | (im Vergleich mit dem Deutschen) immer offen |
| p           | /⁠p⁠/           | weniger aspiriert als im Deutschen |
| r           | /⁠r⁠/           | gerolltes Zungen-r. Kann auch als vokalisches (silbisches) R eine Silbe bilden und dabei lang oder kurz, betont oder unbetont sein. Beispiel: /kr̩k/ (Krk) |
| s           | /⁠s⁠/           | immer stimmlos wie deutsches ß |
| š           | /⁠ʃ⁠/           | sch |
| t           | /⁠t⁠/           | weniger aspiriert als im Deutschen |
| u           | /⁠u⁠/           | wie deutsches u |
| v           | /⁠ʋ⁠/           | immer stimmhaft wie deutsches w |
| z           | /⁠z⁠/           | stimmhaftes s wie in Salz oder Suppe |
| ž           | /⁠ʒ⁠/           | stimmhaftes sch wie das „J“ in Jalousien oder Journal |

## Grammatik
Grammatikalisch betrachtet hat das Bosnische sieben Fälle (Kasus): Nominativ, Genitiv, Dativ, Akkusativ, Vokativ, Instrumental und Lokativ. Die Grammatik ist – bis auf wenige Ausnahmen – fast identisch mit jener des Kroatischen und des Serbischen.

## Sprachbeispiel
Allgemeine Erklärung der Menschenrechte, Artikel 1:

Svi ljudi se rađaju slobodni i jednaki po dostojanstvu i pravima. Oni su obdareni razumom i sviješću i trebaju postupati jedni prema drugima u duhu bratstva.

„Alle Menschen sind frei und gleich an Würde und Rechten geboren. Sie sind mit Vernunft und Gewissen begabt und sollen einander im Geist der Brüderlichkeit begegnen.“

## Kontroversen
Die Bezeichnung „bosnische Sprache“ (bosnisch bosanski jezik) ist teils umstritten. Einige serbische oder kroatische Strömungen bevorzugen die Bezeichnung „bosniakische Sprache“ (bošnjački jezik), weil es sich nach ihrer Ansicht nicht um die Sprache aller Bosnier, sondern nur um jene der Bosniaken handelt, während die bosnischen Serben und Kroaten ihre Sprache als „Serbisch“ bzw. „Kroatisch“ bezeichnen. Jedoch entspringen solche Standpunkte oft eher politischen als linguistischen Argumentationen. Die Bezeichnung „Bosnisch“ ist allerdings international anerkannt und wird auch im Dayton-Vertrag verwendet.

## Galerie

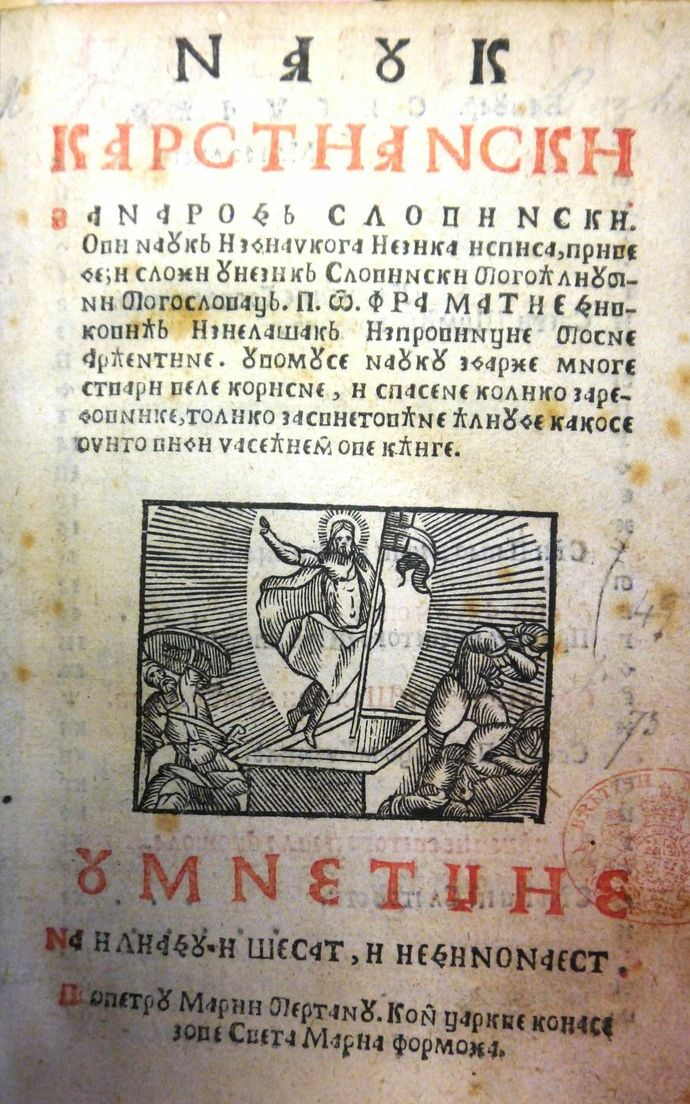
„Nauk krstjanski za narod slovinski“ von Matija Divković, das erste gedruckte Buch in Bosnien. Veröffentlicht in Venedig, 1611
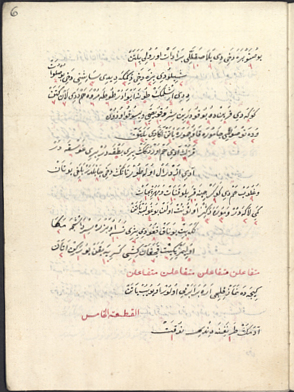
Bosnisches Wörterbuch von Muhamed Hevaji Uskufi Bosnevi, 1631
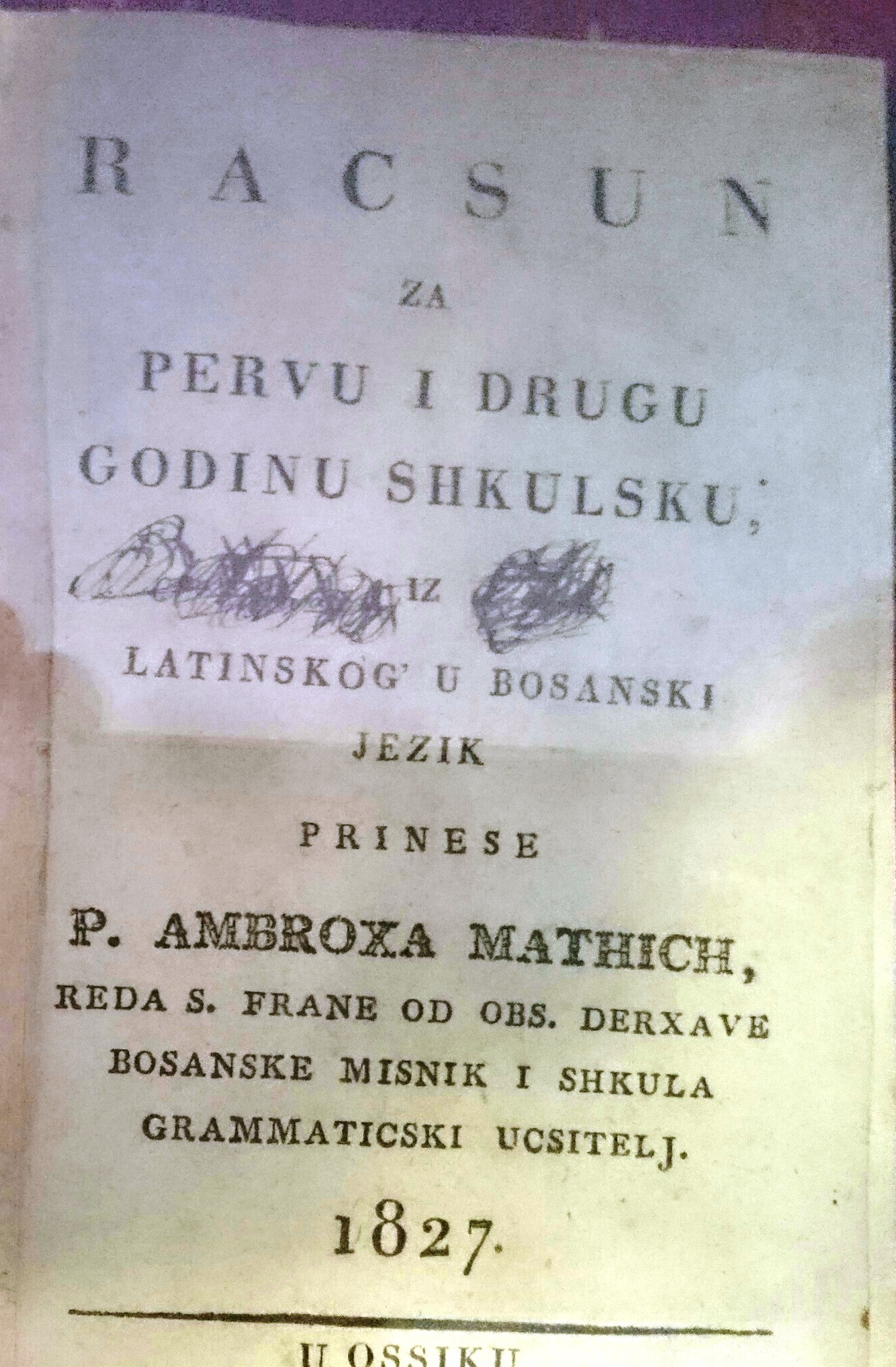
Schulbuch Latein und Bosnisch, 1827
- Das bosnische Buch über die Wissenschaft des Verhaltens von Abdulvehab Žepčevi, 1831
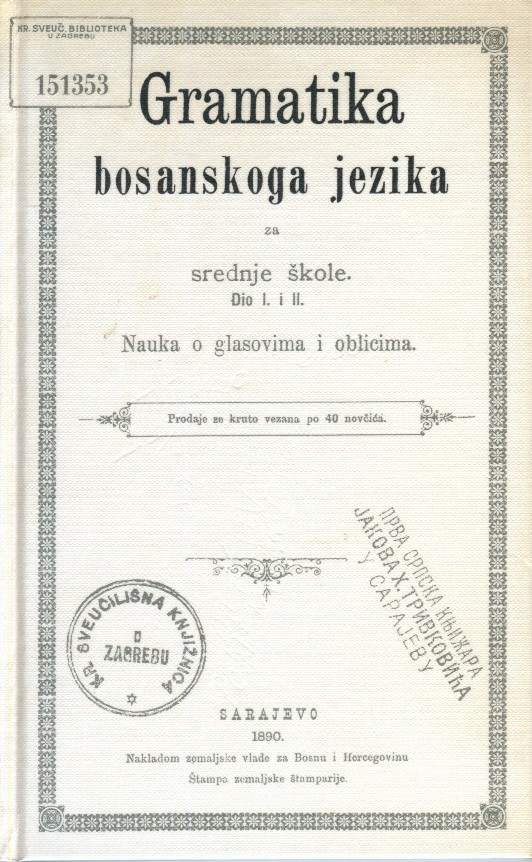
Bosnische Grammatik, 1890
- Der „Freie Wille und die Taten des Glaubens“, ein Manuskript aus dem frühen 19. Jahrhundert